# اولاسلیسکا

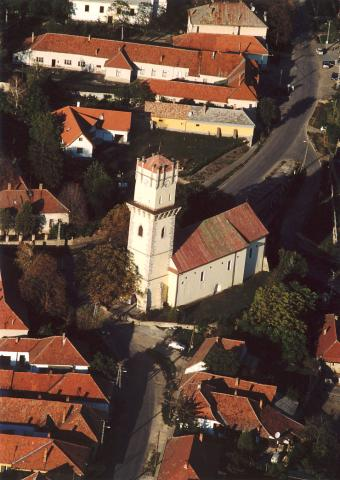
اولاسلیسکا ، مجارستان

اولاسلیسکا (به مجاری: Olaszliszka) یک شهرداری در مجارستان است که در ناحیه شاروش‌پاتاک واقع شده‌است. اولاسلیسکا ۳۹٫۴۶ کیلومتر مربع مساحت و ۱٬۷۷۹ نفر جمعیت دارد.